# Trinidad Sánchez Leyva
Trinidad Sánchez Leyva (Angostura, Sinaloa; 29 de noviembre de 1946-Hermosillo, Sonora; 22 de marzo de 2014) fue un abogado y sindicalista mexicana. Perteneció al Sindicato de Campesinos del estado de Sonora (Confederación Nacional Campesina) donde tuvo una trayectoria activa en apoyo de las comunidades agrarias.

## Biografía y educación
Nació el 29 de noviembre de 1946 en Angostura, Sinaloa, en una familia de campesinos. Siendo un niño su familia se trasladó a Sonora buscando mejores oportunidades y se establecieron en San José de Guaymas, específicamente en un lugar conocido como La Cuadrita. En el valle de Guaymas-Empalme trabajó desde pequeño en los campos agrícolas, lo que le permitió darse cuenta de la realidad de los trabajadores del campo. 
Sus estudios de primaria, secundaria y preparatoria los realizó entre Empalme y Guaymas y después se mudó a Hermosillo con el objetivo de comenzar su carrera en Derecho en la Universidad de Sonora; durante sus estudios fue Presidente de la Sociedad de Alumnos de la facultad. En 1973 su título de licenciatura y en el mismo año contrajo matrimonio con María Eduwiges Chiu Rivera, con quien tuvo cuatro hijas: Marcelina Angélica, Diana Vikina, Iris Fernanda y Perla Rocío, todas de apellido Sánchez Chiu.

## Inicios de carrera
De 1973 a 1974 estudió en el Instituto de Capacitación Política del Comité Nacional del Partido Revolucionario Institucional, mientras participaba como uno de los jóvenes abogados que impulsaban el Sindicato Campesino de la Costa de Hermosillo, siendo cofundandor del Sindicato Salvador Alvarado C.N.C en 1974. 
De 1985 a 1992 trabajó como Oficial Mayor y Secretario de Acción Agraria de la Liga de Comunidades Agrarias y Sindicatos Campesinos de Sonora, asociaciones en las que también fungió como delegado de diferentes regiones y municipios de la entidad. 
Fue diputado federal suplente por el VI Distrito Electoral de 1979 a 1982 y al terminar este cargo, se sumó como diputado local por el Distrito XI de Sonora.

## Trayectoria política y sindical
En las elecciones del año 2000 participó como candidato del PRI como senador Suplente del Estado de Sonora. 
En mayo del 2013, contando con el apoyo absoluto de todos los comités campesinos, filiales y miembros de la CNC Sonora, llega a presidente de la liga de comunidades agrarias y sindicatos campesinos de Sonora CNC. 
Además de su defensa por los derechos de los jornaleros agrícolas del país, Trinidad Sánchez Leyva se distinguió también por reivindicar la dignidad de los migrantes mexicanos en los Estados Unidos.
Trinidad Sánchez Leyva, el "Trini" como lo nombraban sus más allegados, murió el 22 de marzo del 2014 por complicaciones de salud en Hermosillo, Sonora. Dos años más tarde, como reconocimiento a su trayectoria, el presidente municipal de la capital, Manuel Ignacio Acosta Gutiérrez devela una estatua para recordar su lucha por el los obreros campesinos, ubicada en la plaza principal del Poblado Miguel Alemán.

### Cargos en la Confederación Nacional Campesina (CNC)
- Subsecretario de acción sindical.
- Presidente de la Comisión de relaciones sindicales.
- Secretario de atención a asalariados y trabajos migratorios.
- Secretario General del Sindicato Nacional Campesino (1978).
- Secretario General del Sindicato Estatal "Salvador Alvarado".